# Constructa-Block

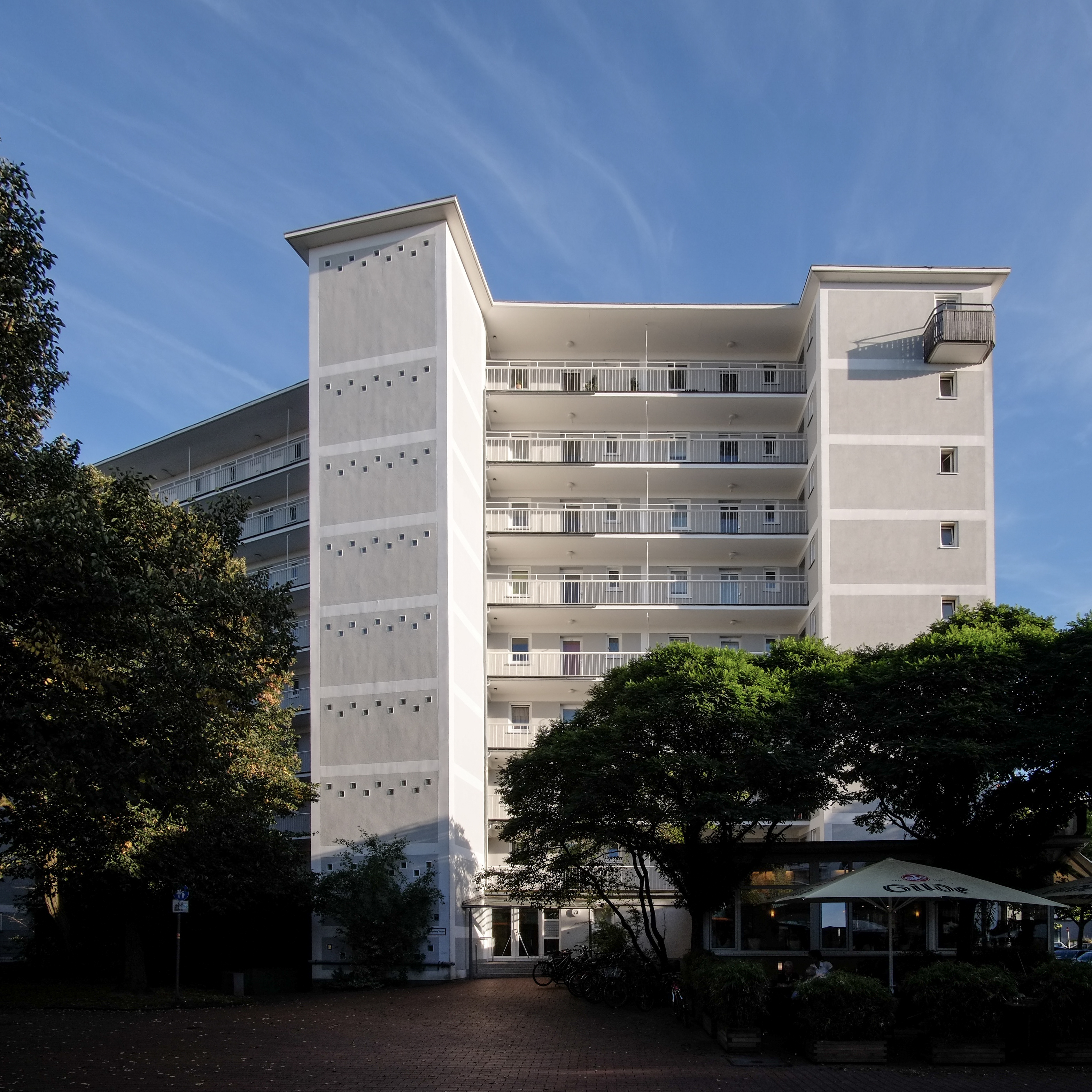
Hochhaus Hildesheimer Straße 73 als Teil des Constructa-Blocks

Der Constructa-Block in Hannover ist eine in Zeilenbauweise errichtete Wohnanlage mit großzügigen Grünflächen. Die Bauten wurden zu Beginn der 1950er Jahre als modellhaftes Anschauungsobjekt zur ersten Bauausstellung Constructa errichtet. Standort ist das rechteckige Areal zwischen einerseits der Hildesheimer Straße und der Schlägerstraße, sowie andererseits der Krausenstraße und der Bandelstraße im hannoverschen Stadtteil Südstadt.

## Geschichte und Beschreibung
Die ursprüngliche Blockrandbebauung an dem Straßenviereck war im Wesentlichen in der Zeit um 1870 und bis in die 1910er Jahre zur Zeit des Deutschen Kaiserreichs entstanden. In dem Viereck wurde 1885 außerdem die damalige Emilienstraße angelegt, die nach den Hannoverschen Geschichtsblättern „auf Antrag des Architekten Klug nach dessen Tochter Emilie“ (* 9. März 1866 in Hannover, Verbleib unbekannt) benannt wurde.
Den damaligen Wohnbauten mit ihren anfangs licht gestalteten Höfen und Grünanlagen nahmen die im Zuge der Gründerzeit im Blockinneren dann dicht erbauten Gewerbebetriebe allerdings bald mehr und mehr die Frischluft und das Tageslicht fort.
Durch die Luftangriffe auf Hannover im Zweiten Weltkrieg wurde dieser Teil der Südstadt-Bebauung großflächig zerstört.
Das durch Spreng- und Brandbomben verwüstete Karree bot jedoch in der noch jungen Bundesrepublik Deutschland die Gelegenheit, „es [anstelle der zuvor verdichteten und ungesunden Bebauung] von Grund auf besser zu machen“. Plan der städtischen Bauverwaltung unter der Leitung von Rudolf Hillebrecht war – nicht zuletzt angesichts der naherückenden, ersten Bundesgartenschau 1951 in Hannover und der ebenfalls in Hannover auszurichtenden Bauausstellung Constructa – ein Vorzeigeprojekt mit Modellcharakter für weitere städtebauliche Maßnahmen. Ein entsprechender Architektenwettbewerb wurde ausgeschrieben, aus dem als Preisträger der Architekt Friedrich Wilhelm Kraemer sowie Konstanty Gutschow mit Friedrich Spengelin, der bis 1950 Mitarbeiter des Büros von Gutschow war. Auch ein Entwurf des Architekten Georg Seewald wurde bei der durch die Stadt Hannover und eine Aufbau-Genossenschaft 1950 bis 1951 verwirklichten Anlage mit ihren Grünflächen berücksichtigt.

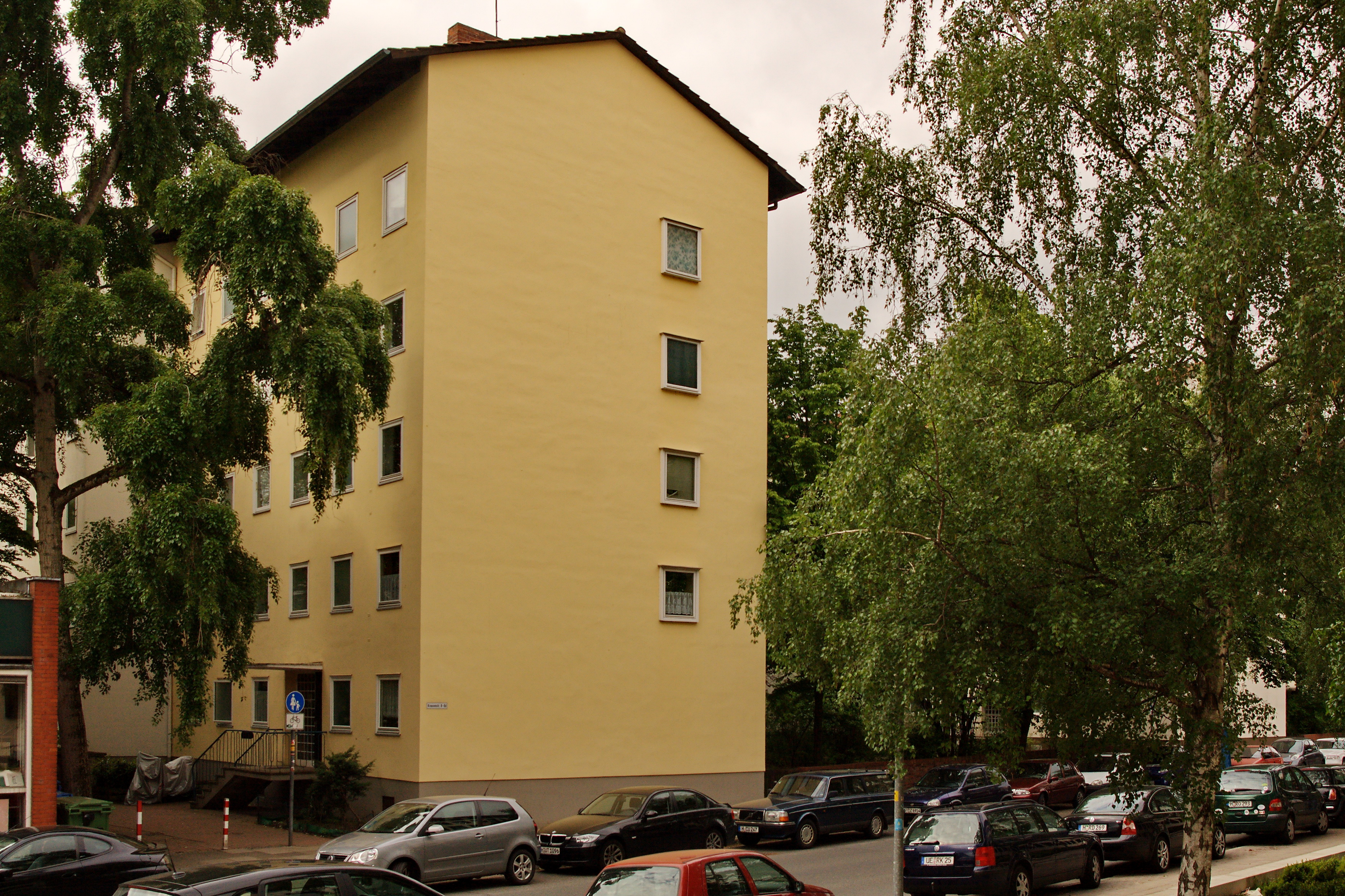
Wohngebäude als Teil des Constructa-Blocks, hier in der Krausenstraße in Hannovers Südstadt

So entstanden schließlich insgesamt 500 dringend benötigte Wohnungen in dem nicht ganz zutreffend benannten Constructa-Block eben nicht als monolithischer Häuserblock, sondern als durchgrünte Anlage mit verschiedenen Musterhaustypen: Ein Laubengang-Hochhaus und etliche Mehr- und Einfamilienhäuser, Garagen sowie eine zur Hildesheimer Straße ausgerichtete eingeschossige Ladenzeile.
Das präsentierte Modellprojekt erfuhr jedoch auch heftige Kritik. So wurde schon 1950 in der Zeitschrift Die neue Stadt, Zeitschrift für Architektur und Städtebau die Frage gestellt, ob „[…] dieser massive, eintönige Kasernenstil wirklich Ausdruck unseres Wollens“ sei. Die Grundrisse wurden als „belanglose Varianten […] zu den vor 20 oder 30 Jahren bereits entwickelten Typen“ bezeichnet und in der Zusammenfassung in der Zeitschrift hieß es, dass

„[…] es ja wohl nicht Zweck des ganzen Wettbewerbaufwandes gewesen sein kann, dem Ausland [1951 bei der 1. Constructa] vorzuführen, was wir [deutschen Architekten] vor einem Menschenalter einmal gekonnt haben.“

Zwar wurde der neue „Wohnweg“ an der Stelle der ehemaligen Emilienstraße 1952 nach dem „Wiederaufbauminister“ Eberhard Wildermuth (1890–1952) benannt, die geplanten Anschlüsse zum Stephansplatz sowie die Fortsetzung bis zum Maschsee kam jedoch nicht mehr zustande.
1962 wurde vor dem Constructa-Block an der Hildesheimer Straße der von Konstanty Gutschow entworfene und von Theo Blume mit Emailleverzierungen ausgestattete Constructa-Brunnen aufgestellt.
Noch Ende des 2. Jahrtausends bemängelte der zuvor vor allem in Hannover als Architekt und Präsident der Architektenkammer Niedersachsen tätig gewesene Friedrich Lindau (siehe Literatur), dass die gut 15.000 Quadratmeter Wohnflächen des Constructa-Blocks „ohne jeglichen urbanen Charakter“ und mit nur etwas mehr als die Hälfte der zuvor zerstörten Wohnflächen geplant worden waren. Der Preis der aufgelockerten Bebauung sei beispielhaft für andere Bebauungen in Hannover und ursächlich für eine Ausdehnung der Stadt Hannover an ihren Rändern. Daher sei Hannover „wie ein Krebsgeschwür“ weiter in das Umland hinein gewachsen. Die dortigen Neubau-Bewohner hätten immer weiter entfernte Wege zur Innenstadt und zu ihren Arbeitsplätzen in Kauf nehmen müssen, dies sei zugleich eine Ursache für den verstärkten Verkehr in der Stadt. Zu den schon in den 1950er Jahren vorhersehbaren Kosten habe ein „erheblicher Erschließungsaufwand für neue Anschlüsse an das Straßen- und Verkehrswegenetz [bis in das Umland] sowie für die Versorgung mit Wasser, Gas und Strom“ gezählt.